# جامع الفخار
جامع الفخارة هي بلدية في منطقة بلنسية في إسبانيا.

## الاسم
كلمة Algímia مأخوذة من العربية وتعني الجامع، وكلمة Alfara هي كذلك وتعني الفخَّار.